# Lophocnema eusphyra
Lophocnema eusphyra is een vlinder uit de familie wespvlinders (Sesiidae), onderfamilie Tinthiinae.
Lophocnema eusphyra is voor het eerst wetenschappelijk beschreven door Turner in 1917. De soort komt voor in het Australaziatisch gebied.